# Війна Фулані
Війна Фулані 1804 – 1808, також відома як Джихад Фулані або Джихад Осман дана Фодіо, була військовий конфліктом в сучасній Нігерії і Камеруні. Війна почалася, коли Усман Дан Фодіо, видатний ісламський вчений і педагог, був вигнаний з Гобір королем Юнфою, одним з його колишніх учнів.
Усман Дан Фодійо зібрав ісламську армію, щоб очолити джихад проти Хауських держав на півночі Нігерії. Сили Усмана Данфодійо повільно захоплювали все більше і більше королівств Хауса, захоплюючи Гобір у 1808 році та стративши Юнфу. Війна призвела до створення халіфату Сокото на чолі з Усманом Данфодійо, який став однією з найбільших держав Африки в 19 столітті. Його успіх надихнув на подібні джихади в Західній Африці.

## Дивіться також
- Фулані джихади
- Історія Нігерії